# Seznam epizod Umorov na podeželju
Glavni članek: Umori na podeželju
Spodnji seznam vsebuje vse epizode britanske kriminalistične serije filmov Umori na podeželju, ki jo v Sloveniji predvaja POP TV, v Združenem kraljestvu pa ITV. Prvih 11 sezon je v Sloveniji sicer predvajal Kanal A, a je njegov izdajatelj, Pro Plus, 16. oktobra 2010, ko se je začela 12. sezona, serijo prestavil na POP TV.
Zadnja posneta 13. sezona (2010-11) je na POP TV prišla v soboto, 8. januarja 2011 ob 17:15 in se končala v soboto, 26. februarja 2011.
Nova 14 sezona bo na sporedu od 3.junija 2012 na RTVSLO 1
Seznam vsebuje zaporedno številko epizode/filma, slovenski naslov, izvirni naslov ter datum prvega predvajanja v VB in Sloveniji.

## Pilot (1997)
- 1. Umori na podeželju: Umori na Jazbečevem zametu (The Killings at Badger's Drift)

23. marec 1997 (ITV) - 9. september 2004 (Kanal A)

## Sezona 1 (1998)
- 2. Umori na podeželju: Napisano s krvjo (Written in Blood)

22. marec 1998 (ITV) - 16. september 2004 (Kanal A)
- 3. Umori na podeželju: Brezsrčneževa smrt (Death of a Hollow Man)

29. marec 1998 (ITV) - 23. september 2004 (Kanal A)
- 4. Umori na podeželju: Dokler naju smrt ne loči (Faithful unto Death)

22. april 1998 (ITV) - 30. september 2004 (Kanal A)
- 5. Umori na podeželju: Smrt v preobleki (Death in Disguise)

6. maj 1998 (ITV) - 7. oktober 2004 (Kanal A)

## Sezona 2 (1999)
- 6. Umori na podeželju: Senca smrti (Death's Shadow)

20. januar 1999 (ITV) - 14. oktober 2004 (Kanal A)
- 7. Umori na podeželju: Daviteljev gozd (Strangler's Wood)

3. februar 1999 (ITV) - 21. oktober 2004 (Kanal A)
- 8. Umori na podeželju: Mrtvečeva enajstica  (Dead Man's 11)

12. september 1999 (ITV) - 11. november 2004 (Kanal A)
- 9. Umori na podeželju: Krvna pota (Blood Will Out)

19. september 1999 (ITV) - 28. oktober 2004 (Kanal A)

## Sezona 3 (1999-00)
- 10. Umori na podeželju: Tujčeva smrt (Death of a Stranger)

31. december 1999 (ITV) - 18. november 2004 (Kanal A)
- 11. Umori na podeželju: Modre sledi (Blue Herrings)

22. januar 2000 (ITV) - 25. november 2004 (Kanal A)
- 12. Umori na podeželju: Sodni dan (Judgement Day)

29. januar 2000 (ITV) - 2. december 2007 (Kanal A)
- 13. Umori na podeželju: Onkraj groba  (Beyond the Grave)

5. februar 2000 (ITV) - 4. november 2004 (Kanal A)

## Sezona 4 (2000-01)
- 14. Umori na podeželju: Vrt smrti (Garden of Death)

10. september 2000 (ITV) - 9. december 2004 (Kanal A)
- 15. Umori na podeželju: Angel uničenja (Destroying Angel)

26. avgust 2000 (ITV) - 16. december 2004 (Kanal A)
- 16. Umori na podeželju: Električno maščevanje (The Electric Vendetta)

2. september 2001 (ITV) - 23. december 2004 (Kanal A)
- 17. Umori na podeželju: Kdo je ubil ptička (Who Killed Cock Robin?)

9 september 2001 (ITV) - 30. december 2004 (Kanal A)
- 18. Umori na podeželju: Temna jesen  (Dark Autumn)

6 september 2001 (ITV) - 6. januar 2005 (Kanal A)
- 19. Umori na podeželju: Gnilo sadje (Tainted Fruit)

23. september 2001 (ITV) - 13. januar 2005 (Kanal A)

## Sezona 5 (2002)
- 20. Umori na podeželju: Trg za umor (Market for Murder)

16. junij 2002 (ITV) - 3. februar 2005 (Kanal A)
- 21.  Umori na podeželju: Črviček (A Worm in the Bud)

23. junij 2002 (ITV) - 10. februar 2005 (Kanal A)
- 22. Umori na podeželju: Zvon za mrtve (Ring Out Your Dead)

15. september 2002 (ITV) - 20. januar 2005 (Kanal A)
- 23.  Umori na podeželju: Umor za praznike (Murder on St. Malley's Day)

22. september 2002 (ITV) - 27. januar 2005 (Kanal A)

## Sezona 6 (2003)
- 24. Umori na podeželju: Talent za življenje  (Talent for Life)

3. januar 2003 (ITV) - 17. februar 2005 (Kanal A)
- 25. Umori na podeželju: Sanje in smrt (Death and Dreams)

10. januar 2003 (ITV) - 24. februar 2005 (Kanal A)
- 26.  Umori na podeželju: Naslikano s krvjo (Painted in Blood)

17. januar 2003 (ITV) - 3. marec 2005 (Kanal A)
- 27. Umori na podeželju: Zgodba o dveh krajih (A Tale of Two Hamlets)

24. januar 2003 (ITV) - 10. marec 2005 (Kanal A)
- 28. Umori na podeželju: Ujede (Birds of Prey)

31. januar 2003 (ITV) - 17. marec 2005 (Kanal A)

## Sezona 7 (2003-04)
- 29.  Umori na podeželju: Zeleni mož (The Green Man)

2. november 2003 (ITV) - 24. marec 2005 (Kanal A)
- 30.  Umori na podeželju: Slabe novice (Bad Tidings)

4. januar 2004 (ITV) - 31. marec 2005 (Kanal A)
- 31.  Umori na podeželju: Ribji kralj (The Fisher King)

11. januar 2004 (ITV) - 7. april 2005 (Kanal A)
- 32.  Umori na podeželju: Naročeni grehi (Sins of Commission)

18. januar 2004 (ITV) - 14. april 2005 (Kanal A)
- 33. Umori na podeželju: Ubiti zasledovalec (The Maid in Splendour)

27. januar 2004 (ITV) - 21. april 2005 (Kanal A)
- 34. Umori na podeželju: Slamnata ženska (The Straw Woman)

29. februar 2004 (ITV) - 28. april 2005 (Kanal A)

## Posebni božični film (2004)
- 35. Umori na podeželju: Duhovi božične preteklosti (Ghosts of Christmas Past)

25. december 2004 (ITV) - 5. maj 2005 (Kanal A)

## Sezona 8 (2004-05)
- 36. Umori na podeželju: Nevarne noči (Things That go Bump in the Night)

10 oktober 2004 (ITV) - 1. september 2005 (Kanal A)
- 37.  Umori na podeželju: Smrt v vodi (Dead In the Water)

17. oktober 2004 (ITV) - 8. september 2005 (Kanal A)
- 38.  Umori na podeželju: Usodna orhideja (Orchis Fatalis)

9. januar 2005 (ITV) - 15. september 2005 (Kanal A)
- 39.  Umori na podeželju: Dirkalni konj (Bantling Boy)

16. januar 2005 (ITV) - 22. september 2005 (Kanal A)
- 40. Umori na podeželju: Lažno prerokovanje (Second Sight)

23. januar 2005 (ITV) - 29. september 2005 (Kanal A)
- 41. Umori na podeželju: Skrite globine (Hidden Depths)

13. marec 2005 (ITV) - 6. oktober 2005 (Kanal A)
- 42. Umori na podeželju: Gosja omaka (Sauce for the Goose)

3. april 2005 (ITV) - 13. oktober 2005 (Kanal A)
- 43. Umori na podeželju: Rapsodija (Midsomer Rhapsody)

2. oktober 2005 (ITV) - 20. oktober 2005 (Kanal A)

## Sezona 9 (2005-06)
- 44. Umori na podeželju: Hiša v gozdu  (The House in the Woods)

9. oktober 2005 (ITV) - 31. avgust 2006 (Kanal A)
- 45. Umori na podeželju: Pokvarjeno tekmovanje (Dead Letters)

26. februar 2006 (ITV) - 7. september 2006 (Kanal A)
- 46. Umori na podeželju: Milijonarjeva smrt (Vixen’s Run)

5. marec 2006 (ITV) - 14. september 2006 (Kanal A)
- 47. Umori na podeželju: Smrt izsiljevalca (Down Among the Dead Men)

12. marec 2006 (ITV) - 21. september 2006 (Kanal A)
- 48. Umori na podeželju: Smrt v zboru (Death in Chorus)

3. september 2006 (ITV) - 12. oktober 2006 (Kanal A)
- 49. Umori na podeželju: Podeželske zadeve (Country Matters)

10. september 2006 (ITV) - 5. oktober 2006 (Kanal A)
- 50. Umori na podeželju: Lanski model (Last Year’s Model)

17. september 2006 (ITV) - 19. oktober 2006 (Kanal A)
- 51. Umori na podeželju: Štirje pogrebi in poroka (Four Funerals and a Wedding)

24. september 2006 (ITV) - 28. september 2006 (Kanal A)

## Sezona 10 (2006-08)
- 52. Umori na podeželju: Ples z mrtvimi (Dance with the Dead)

12. november 2006 (ITV) - 4. september 2008 (Kanal A)
- 53. Umori na podeželju: Fotografova smrt (The Animal Within)

19. januar 2007 (ITV) - 11. september 2008 (Kanal A)
- 54. Umori na podeželju: Razbiti kristal (King’s Crystal)

26. januar 2007 (ITV) - 18. september 2008 (Kanal A)
- 55. Umori na podeželju: Nevarni blues (The Axeman Cometh)

2. februar 2007 (ITV) - 25. september 2008 (Kanal A)
- 56. Umori na podeželju: Smrt in prah (Death and Dust)

8. maj 2007 (ITV) - 2. oktober 2008 (Kanal A)
- 57. Umori na podeželju: Davitelj (Picture of Innocence)

3. junij 2007 (ITV) - 9. oktober 2008 (Kanal A)
- 58. Umori na podeželju: Junak ali strahopetec (Shot at Dawm)

1. januar 2008 (ITV) - 6. november 2008 (Kanal A)
- 59. Umori na podeželju: Umorjeni filmar (They Seek Him Here)

27. april 2008 (ITV) - 16. oktober 2008 (Kanal A)
- 60. Umori na podeželju: Sladka smrt (Death In a Chocolate Box)

11. maj 2008 (ITV) - 23. oktober 2008 (Kanal A)

## Sezona 11 (2008)
- 61. Umori na podeželju: Krvava poroka (Blood Wedding)

6. julij 2008 (ITV) - 30. oktober 2008 (Kanal A)
- 62. Umori na podeželju: Vaški časopis (Midsomer Life)

13. julij 2008 (ITV) - 20. november 2008 (Kanal A)
- 63. Umori na podeželju: Protestniki (Left for Dead)

20. julij 2008 (ITV) - 13. november 2008 (Kanal A)
- 64. Umori na podeželju: Čarovnikov nečak (The Magician's Nephew)

27. julij 2008 (ITV) - 27. november 2008 (Kanal A)

## Posebni božični film (2008)
- 65. Umori na podeželju: Božična eksplozija (Days of Misrule)

24. december 2008 (ITV) - 4. december 2008 (Kanal A)

## Sezona 12 (2009)
- 66. Umori na podeželju: Umor na golf igrišču (The Dogleg Murders)

22. julij 2009 (ITV) - 16. oktober 2010 (POP TV)
- 67. Umori na podeželju: Vohunska igra (Secrets and Spies)

29. julij 2009 (ITV) - 30. oktober 2010 (POP TV)
- 68. Umori na podeželju: Ponarejene umetnine (The Black Book)

5. avgust 2009 (ITV) - 23. oktober 2010 (POP TV)
- 69. Umori na podeželju: Napaka v sistemu (The Glitch)

23. september 2009 (ITV) - 6. november 2010 (POP TV)
- 70. Umori na podeželju: Ubiti velikan (Small Mercies)

28. oktober 2009 (ITV) - 13. november 2010 (POP TV)
- 71. Umori na podeželju: Nočni obiski (The Creeper)

27. januar 2010 (ITV) - 20. november 2010 (POP TV)
- 72. Umori na podeželju: Nemirni spanec (The Great and The Good)

14. april 2010 (ITV) - 27. november 2010 (POP TV)

## Sezona 13 (2010-2011)
- 73. Umori na podeželju: Umori po meri (The Made-to-Measure Murders)

12. maj 2010 (ITV) - 8. januar 2011 (POP TV)
- 74. Umori na podeželju: Guillaumov meč (The Sword of Guillaume)

10. februar 2010 (ITV) - 15. januar 2011 (POP TV)
- 75. Umori na podeželju: Kri na sedlu (Blood on the Saddle)

8. september 2010 (ITV) - 22. januar 2011 (POP TV)
- 76. Umori na podeželju: Tiha dežela (The Silent Land)

22. september 2010 (ITV) - 29. januar 2011 (POP TV)
- 77. Umori na podeželju: Glasbena šola (Master Class)

6. oktober 2010 (ITV) - 5. februar 2011 (POP TV)
- 78. Umori na podeželju: Boksarski turnir (The Noble Art)

13. oktober 2010 (ITV) - 12. februar 2011 (POP TV)
- 79. Umori na podeželju: Ne na mojem dvorišču (Not In My Back Yard)

12. januar 2011 (ITV) - 19. februar 2011 (POP TV)
- 80. Umori na podeželju: Umor v zdravilišču (Fit For Murder)

2. februar 2011 (ITV) - 26. februar 2011 (POP TV)
Zadnja epizoda Toma Barnabyja, Joyce Barnaby in Cully Barnaby.

## Sezona 14 (2011)
- 81.Umori na podeželju: Za volanom preteklosti (Death in The Slow Lane)

23. marec 2011 (ITV) - 3. junij 2012 (RTVSLO)
- 82. (Dark Secrets)

30. marec 2011 (ITV) - ? (RTVSLO)
- 83. (Echoes of the Dead)

20. april 2011 (ITV) - ? (RTVSLO)
- 84. (The Oblong Murders)

25. maj (ITV) - ? (RTVSLO)